# ۱۱۵۸ (خورشیدی)
۱۱۵۸ هزار و صد و پناه و هشتمین سال هجری خورشیدی است.

## رویدادها
- درگذشت کریم‌خان زند در شیراز و جنگ قدرت میان بزرگان زندیه بر سر جانشینی او؛ چرا که وی جانشینی برای خود انتخاب نکرده بود. و از هم‌گسستگی امور ایران. برابر با ۱۷۷۹ (میلادی)
- تخلیه بصره از سوی ارتش ایران به خاطر درگذشت کریم‌خان زند و بازپس‌گیری آن از سوی حکومت عثمانی
- فرار آقامحمد خان قاجار از شیراز به سوی تهران و تلاش وی برای به‌دست آوردن قدرت در ایران.

## زادگان
- قائم مقام فراهانی؛ (درگذشت: ۱۲۱۴)، صدراعظم ، سیاستمدار و ادیب ایرانی.